# Лівобережний масив
Лівобережний масив, також, неформально, Лівобережка — житловий масив Києва, споруджений у 1970-ті роки на більшій частині території знесеної Микільської Слобідки. Поділений на дві частини Броварським проспектом і наземною частиною Святошинсько-Броварської лінії метрополітену. Основні вулиці — Раїси Окіпної і Митрополита Андрея Шептицького.
Стосовно північної частини Лівобережного масиву місцеві мешканці сьогодні продовжують використовувати історичну назву Микільська Слобідка.

## Установи
На Лівобережному масиві розташовані:
- Готель «Турист»,
- Торговельні центри «Комод», «Novus»,
- Київський академічний театр драми і комедії на лівому березі Дніпра,
- Міжнародний виставковий центр на Лівому березі,
- Український колеж ім. В.О.Сухомлинського.

## Релігійні громади
- Патріарший Собор Воскресіння Христового УГКЦ та резиденція Верховного Архієпископа Києво-Галицького — глави Української греко-католицької Церкви (вул. Микільсько-Слобідська, 5)
- Церква-каплиця св. Духа УПЦ Київського Патріархату на перетині вул. Флоренції з вул. Ованеса Туманяна (Флоренції,11).

## Зображення

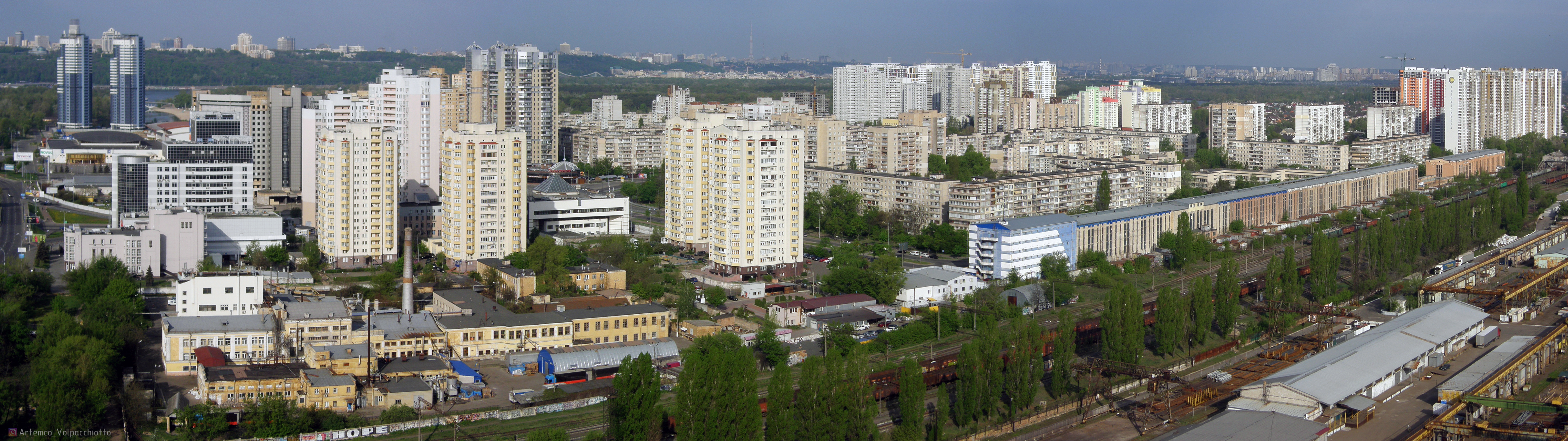
Північна частина масиву

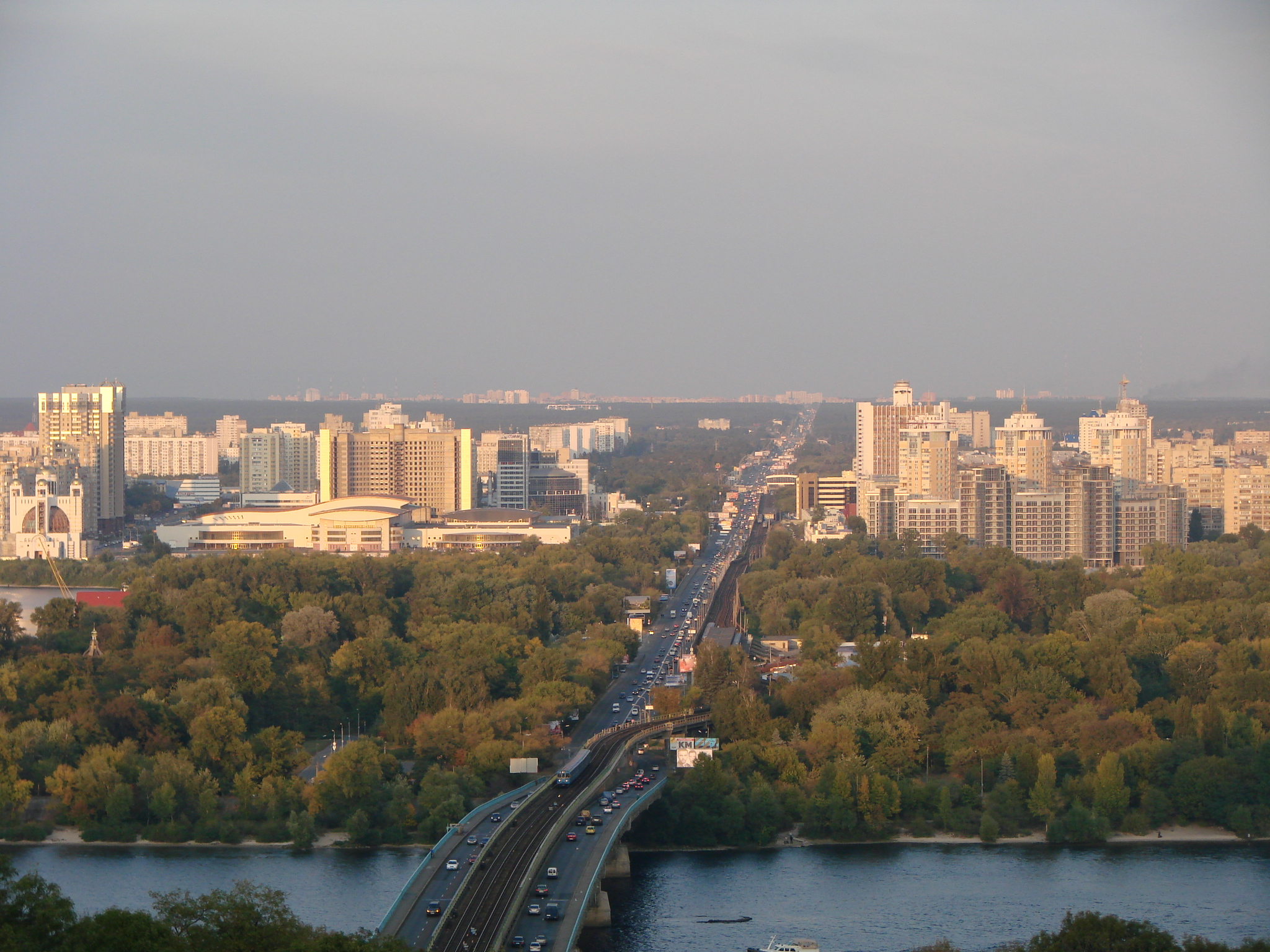
вид на Лівобережний масив із правого берегу
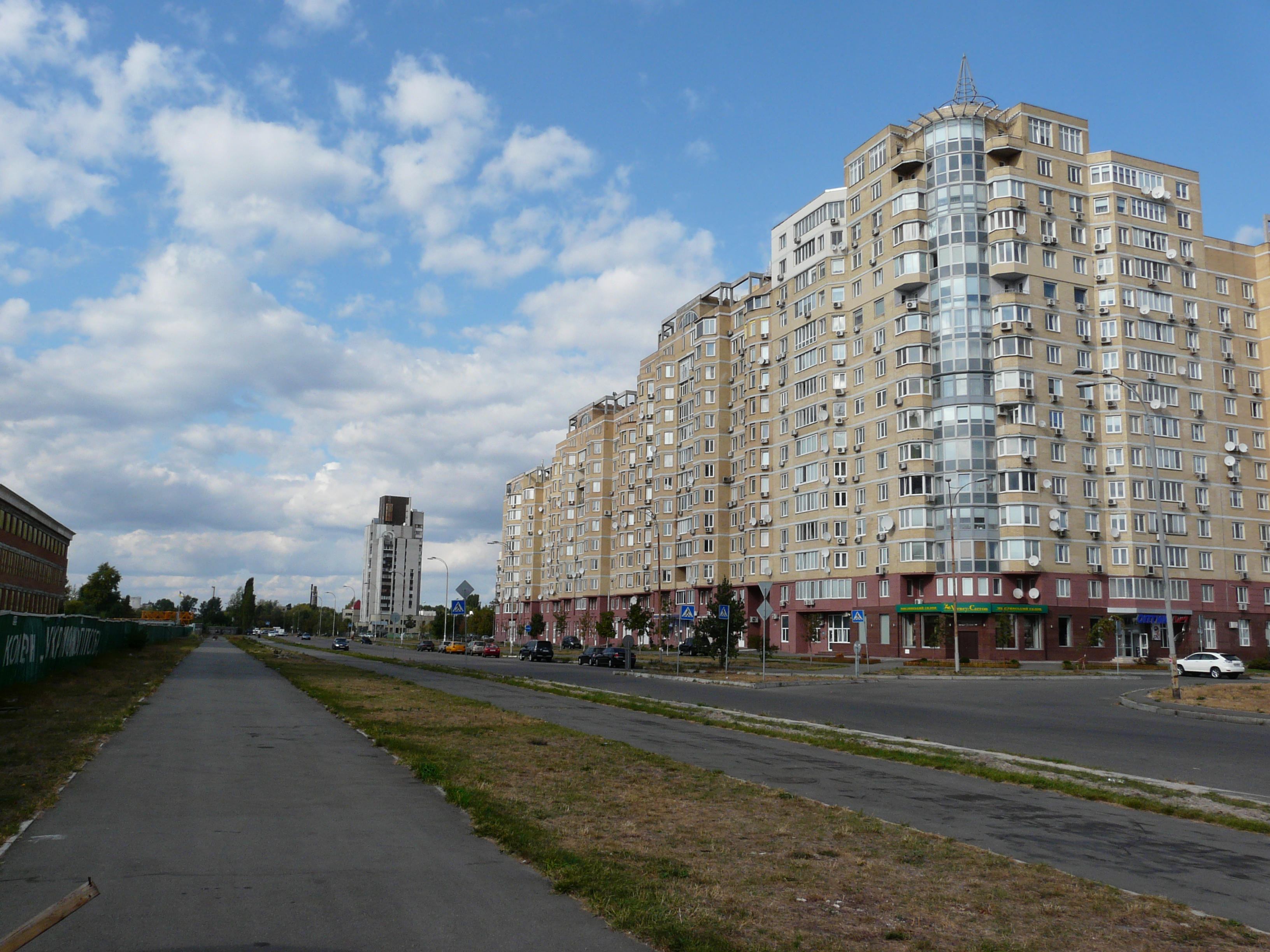
Забудова вулиці Микільсько-Слобідської
Патріарший собор Воскресіння Христового Української Греко-Католицької Церкви
Готель «Турист» у Києві
театр драми і комедії на Лівому березі
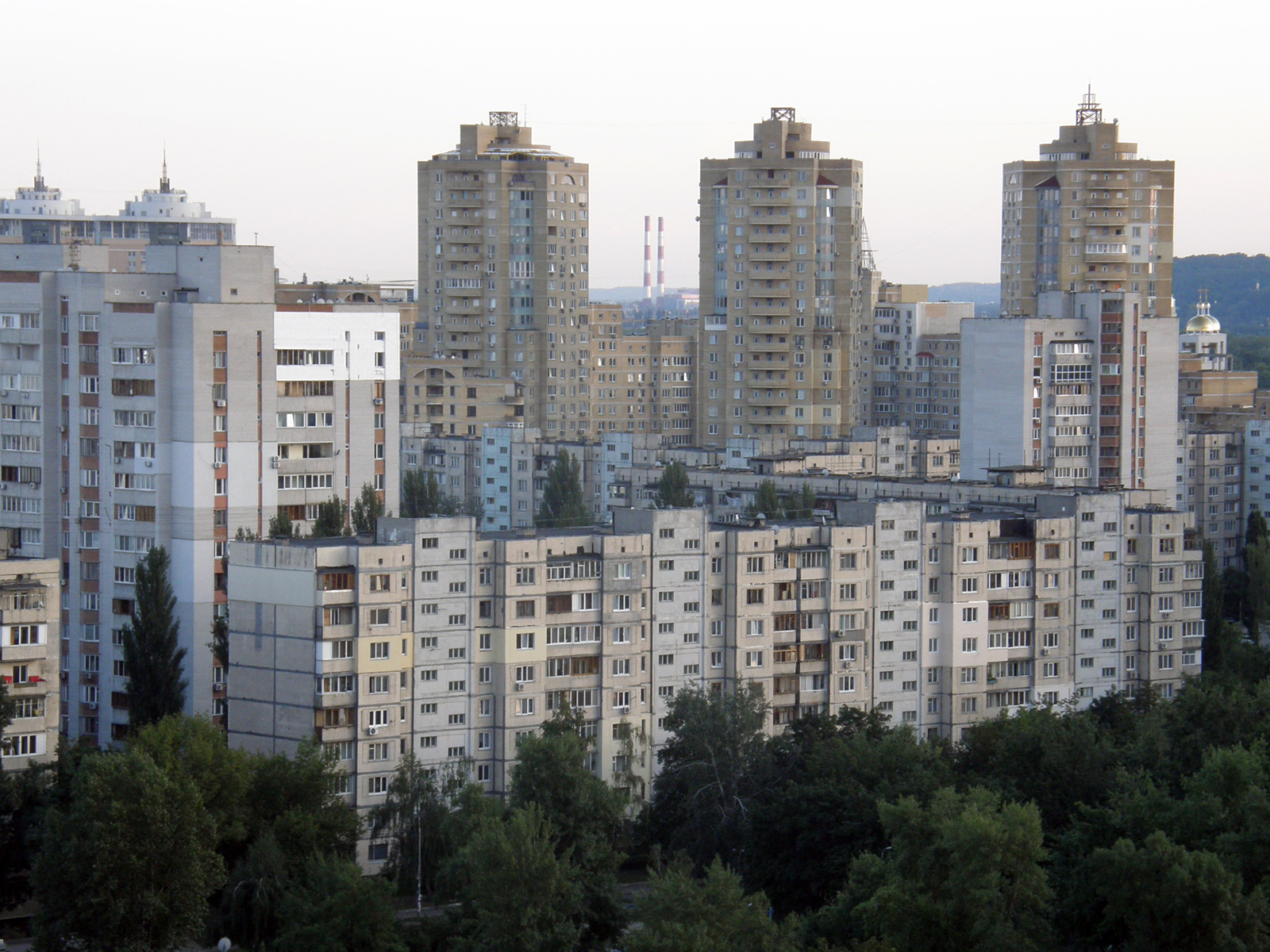
мікрорайон між вулицями Шептицького і Микільсько-Слобідської